# No One Dies from Love
No One Dies from Love è un singolo della cantante svedese Tove Lo, pubblicato il 3 maggio 2022 come secondo estratto dal quinto album in studio Dirt Femme.

## Tracce
- Singolo

1. No One Dies from Love – 3:06

- Singolo - Remix

1. No One Dies from Love (220 Kid remix) – 3:06

- EP - Remix

1. No One Dies from Love (Jacques Greene remix) – 5:22
2. No One Dies from Love (DJ_Dave Edit) – 3:52
3. No One Dies from Love (220 Kid remix) – 3:06